# Neshat Jahandari
Neshat Jahandari es una piloto iraní.

## Biografía
Es la primera mujer de nacionalidad iraní en pilotar un avión de pasajeros. Actualmente tiene tres récords en la historia de la aviación iraní, incluido ser la primera mujer piloto iraní bajo la República Islámica, la primera mujer iraní en ser piloto de una aerolínea y ser parte de la primera tripulación exclusivamente femenina. Ella pilota el MD80. Saltó a la fama después de que su video inaugural se volviera viral.
Jahandari comenzó sus lecciones de vuelo a los 17 años, mientras estudiaba para obtener su título en Tecnología de Ingeniería de Vuelo de Aviación. En una entrevista, Jahandari admitió que obtuvo su licencia de piloto antes de obtener su licencia de conducir. [cita requerida]
Aunque no existe una ley en la constitución de Irán que impida que las mujeres se conviertan en pilotos, Jahandari admitió que muchos lo consideran una profesión masculina. Se convirtió en una exitosa piloto de Zagros Airlines. Ha utilizado su plataforma de redes sociales para alentar a las mujeres a seguir sus pasiones, especialmente en países donde la ley separa los trabajos.
Jahandari se hizo conocida internacionalmente como la primera mujer iraní en ser piloto desde la revolución iraní . Jahandari se convirtió en la primera capitana certificada de Irán en julio de 2019. Recompensada con cuatro galones, está calificada para tomar el control total de una aeronave, sola o asistida por un copiloto. En la industria de la aviación. Comenzó su carrera como piloto en Zagros Airlines después de aprobar sus exámenes. En octubre de 2019, Jahandari y Forouz Firouzi se convirtieron en la primera tripulación exclusivamente femenina en Irán. Fueron felicitados por el director ejecutivo de IranAir, Farzaneh Sharafbafi .
Jahandari vuela el MD80 para Zagros Airlines. Se casó con Farbod Shahpasandi, quien dice que fue una de las pocas personas que la inspiraron y alentaron a convertirse en piloto La pareja vive en Teherán y Mashhad. Jahandari destaca en las redes sociales después de sus dos grandes logros. Muchos de sus videos se han vuelto virales en las redes sociales de Zagros Airlines. Utiliza su tiempo libre para inspirar a las jóvenes iraníes a alcanzar sus sueños.